# سیارک ۲۱۴۲۲
سیارک ۲۱۴۲۲ (به انگلیسی: 21422 Alexacarey، نامگذاری:1998FL78) بیست و یک هزار و چهارصد و بیست و دومین سیارک کشف شده‌است که در ۲۴ مارس ۱۹۹۸ کشف شد.
قدر مطلق سیارک برابر ۱۷.۸ است.